# Josep Sardà i Garriga
Josep Napoleó Sebastià Sardà i Garriga (Pesillà de la Ribera, 13 de desembre del 1808 - Mesnil-sur-l'Estrée, 8 de setembre del 1877) va ser un funcionari colonial que portà l'abolició de l'esclavatge a l'Illa de la Reunió.

## Biografia
Nascut al llogarret de Blanes del municipi de Pesillà de la Ribera, en el si d'una família de pagesos, Sardà va estudiar al Col·legi Reial de Perpinyà (el futur Liceu Aragó). Com Francesc Aragó, de qui n'era contemporani, va ser maçó i un republicà fervent, cosa que no li impedí de fer carrera sota la monarquia de Lluís Felip I al departament d'Oise. Quan, per decret del 27 d'abril del 1848, el govern francès abolí l'esclavatge a les colònies, Sardà fou comissionat per fer complir la disposició a l'illa de la Reunió. Arribà a aquesta possessió francesa a l'oceà Índic el 14 d'octubre del 1848 amb el flamant títol de comissari general de la República, atorgat per Francesc Aragó, ministre de Marina i de les Colònies, i per Victor Shoelcher, subsecretari d'Estat per a les colònies, i el 20 de desembre proclamà la fi de l'esclavatge a l'illa. Un total de 62.000 esclaus (d'una població total de 110.000 habitants) foren alliberats sense incidents greus, cosa que hom diversament ha atribuït a la tasca humanitària i pedagògica o bé a un acord previ amb els colons que lligava els exesclaus amb uns contractes vinculants envers els seus antics amos. Acomplerta la seva feina, va ser rellevat del càrrec el novembre del 1849, i arribà a París el 12 de maig del 1850. Nomenat comissari general de la Guaiana el desembre del 1851, després d'un temps en el càrrec fou destituït perquè no volia fer de carceller dels opositors al règim monàrquic de Napoleó III. Aquesta oposició, però, feu que caigués en desgràcia i se'l fes tornar a Europa el 1853. Renuncià a la vida pública i fundà a la Normandia una empresa d'aigües minerals, que feu fallida. Es retirà a la seva propietat d'Heudreville, que perdé, i morí al departament de l'Eure, poc després, en la misèria.
Sardà és recordat a la Reunió per un col·legi i diversos carrers amb el seu nom.